# Argyra ciliata
Argyra ciliata är en tvåvingeart som beskrevs av Van Duzee 1924. Argyra ciliata ingår i släktet Argyra och familjen styltflugor.
Artens utbredningsområde är Alaska. Inga underarter finns listade i Catalogue of Life.